# Jurij Venelin
Jurij Venelin (Tybava, 22 aprile 1802 – Mosca, 26 marzo 1839) è stato uno slavista ed etnografo russo.
Jurij Venelin è uno slavo russo, bulgarista, folclorista, etnografo, filologo. Fondatore di studi bulgari. Si è laureato all'Università di Leopoli e all'Università di Mosca.
Nel 1830 fu distaccato dall'Accademia imperiale russa nelle terre bulgare, avendo precedentemente conosciuto in dettaglio la lingua bulgara. Ha creato diversi studi sull'etnografia, la cultura e la lingua bulgara.
Nel 1840 a San Pietroburgo furono pubblicate le sue pubblicazioni sui diplomi dei sovrani della Valacchia fino al XVII secolo, tutte in lingua medio bulgara.